# Милан Радоњић
Милан Радоњић познат и као Милан Тарот (Београд, 11. април 1973) српска је ТВ личност, комичар, сатиричар и тарот читач картица у региону Балкана.

## Биографија
Милан Радоњић је рођен у Београду 11. априла 1973. године. Када је завршио школу радио је као ноћни тарот тумач у емисијама на локалним ТВ станицама у Србији, као што су ТВ Дуга и ТВ Палма плус. Његове емисије су стекле велику популарност, укључујући више интервјуа у Јутарњем листу, Вечерњем листу и Блицу.
Његове емисије су познате по врло неконвенционалним методама лечења, скидања магије и општих савета.